# Сага (Якутия)
Сага (якут.  ) — обезлюдевшее село в Кобяйском улусе Якутии России. Входит в состав Кобяйского наслега. Население — 0 чел. (2021) .

## География
Село расположено на западе региона, в восточной части Центрально-Якутской равнины, у озера Тарынг-Кюёль.
Географическое положение
Расстояние до улусного центра — пгт Сангар — 100 км, до центра наслега — села Кобяй — 20 км..
климат
В населённом пункте, как и во всем районе, климат резко континентальный, с продолжительным зимним и коротким летним периодами. Зимой погода ясная, с низкими температурами. Устойчивые холода зимой формируются под действием обширного антициклона, охватывающего северо-восточные и центральные улусы. Средняя месячная температура воздуха в январе находится в пределах от −28˚С до −40˚С..

## История
Согласно Закону Республики Саха (Якутия) от 30 ноября 2004 года N 173-З N 353-III село вошло в образованное муниципальное образование Кобяйский наслег.

## Население
| 2002 | 2010 | 2021 |
| ---- | ---- | ---- |
| 0    | →0   | →0   |

## Инфраструктура
Животноводство.

## Транспорт
Просёлочная дорога с выездом на автодорогу регионального значения «Кобяй».